# Ashleigh McIvor
Ashleigh McIvor (Whistler, 15 september 1983) is een voormalige Canadese freestyleskiester. Ze vertegenwoordigde haar vaderland op de Olympische Winterspelen 2010 in Vancouver.

## Carrière
McIvor stond bij haar wereldbekerdebuut in oktober 2004 in Saas Fee direct op het podium. Op de wereldkampioenschappen freestyleskiën 2009 veroverde de Canadese de wereldtitel op het onderdeel skicross. In januari 2010 boekte ze in Les Contamines haar eerste wereldbekerzege. Tijdens de Olympische Winterspelen van 2010, in haar geboortestad Vancouver, sleepte ze de gouden medaille in de wacht op de skicross.
In november 2012 maakte ze bekend te stoppen met haar sport.

## Resultaten

### Olympische Spelen
| Jaar | Plaats    | Resultaten |
| ---- | --------- | ---------- |
| 2010 | Vancouver | Skicross   |

### Wereldkampioenschappen
| Jaar | Plaats     | Resultaten |
| ---- | ---------- | ---------- |
| 2009 | Inawashiro | Skicross   |

### Wereldbeker

#### Eindklasseringen
| Seizoen   | Algm | SX     |
| --------- | ---- | ------ |
| 2004/2005 | 60e  | 19e    |
| 2007/2008 | 67e  | 17e    |
| 2008/2009 | 16e  | 5e     |
| 2009/2010 | 7e   | Zilver |
| 2010/2011 | 46e  | 14e    |

#### Wereldbekerzeges
| Datum          | Plaats                  | Onderdeel |
| -------------- | ----------------------- | --------- |
| 9 januari 2010 | Les Contamines-Montjoie | Skicross  |